# Carol Willick
Carol Willick este un personaj fictiv din serialul Friends, creat de David Crane și Marta Kauffman. Este interpretat prima oară de Anita Barone, apoi de Jane Sibbett. 
Carol este fosta soție a lui Ross. Divorțează de Ross când descoperă că este lesbiană. La scurt timp află că este însărcinată. Va naște un băiat, Ben. Mai târziu se căsătorește cu Susan Bunch, partenera ei. Părinții lui Carol, George și Adelaide, refuză să meargă la o nuntă de lesbiene, iar Carol se gândește să amâne nunta, dar Ross o convinge să revină asupra deciziei. Ross și Carol se înțeleg destul de bine, în ciuda divorțului, însă relația lui Ross cu Susan este una critică, nescăpând nici o ocazie să se insulte unul pe altul.